# 육경
6경(六境, 산스크리트어: ṣaḍ-viṣaya)은 안근 · 이근 · 비근 · 설근 · 신근 · 의근의 6근(六根)이 취하는 인식 및 작용대상[對境]이자, 또한 안식 · 이식 · 비식 · 설식 · 신식 · 의식의 6식(六識)의 인식대상[所緣]이자 경계(境界: 세력 범위)인 색경(色境) · 성경(聲境) · 향경(香境) · 미경(味境) · 촉경(觸境) · 법경(法境)을 말한다.
부처의 상태에 이르지 못한 중생의 경우, 정도의 차이는 있으나, 6경이 만유제법의 참된 성품[眞性] 또는 만유제법의 실상(實相)을 가리는 장애로서 작용하는데, 이런 측면에서 6경을 6진(六塵) · 외진(外塵) · 6망(六妄) · 6쇠(六衰) 또는 6적(六賊)이라고도 한다. 한편, 6경은 그 자체가 장애인 것이 아니며 바른 지혜가 결여된 정도만큼 장애로서 작용하는 것일 뿐으로 6경 자체가 장애의 원인인 것은 아니며 바른 지혜의 결여가 장애의 원인이다. 따라서, 바른 지혜의 결여를 대치하는 길, 즉 성도(聖道), 즉 도제(道諦)가 6경의 장애를 없애는 바른 원인이지 6경으로부터 벗어날려고 하여 6경을 피하는 것은 6경의 장애를 없애는 바른 원인이 아니다.

## 6경

### 색경
색경(色境)은 현대적인 용어로는 물질의 색깔과 모양(형태)를 말한다. 전통적인 용어로 색깔은 현색(顯色), 모양은 형색(形色)이라 한다.
안식과 의식이 안근(眼根: 눈)을 통해 색경을 인식한다. 이 진술을 보다 엄밀히 말하자면, 먼저 안근(眼根: 눈)은 육신의 눈이 아니다. 안근은  정색(淨色: 광명이 차단됨이 없는 맑고 투명한 물질)으로 이루어진 승의근(勝義根)과 이를 보조하는 육신의 눈이라는 부진근(扶塵根)으로 구성되어 있으며, 불교에서 안근 또는 눈이라고 하면 특별히 부진근을 뜻한다고 말하지 않는 한 승의근을 뜻한다. 그리고, 승의근인 안근(눈)이 부진근인 육신의 눈의 도움[扶]를 받아 인식대상인 색깔과 모양을 취하면 이러한 취함을 바탕으로 안식과 이 안식에 관련된 의식이 생겨난다.

### 성경
성경(聲境)은 현대적인 용어로는 소리를 말한다.
이식과 의식이 이근(耳根: 귀)을 통해 성경을 인식한다. 이 진술을 보다 엄밀히 말하자면, 먼저 이근(耳根: 귀)은 육신의 귀가 아니다. 이근은  정색(淨色: 광명이 차단됨이 없는 맑고 투명한 물질)으로 이루어진 승의근(勝義根)과 이를 보조하는 육신의 눈이라는 부진근(扶塵根)으로 구성되어 있으며, 불교에서 이근 또는 귀라고 하면 특별히 부진근을 뜻한다고 말하지 않는 한 승의근을 뜻한다. 그리고, 승의근인 이근(귀)이 부진근인 육신의 귀의 도움을 받아 인식대상인 소리를 취하면 이러한 취함을 바탕으로 이식과 이 이식에 관련된 의식이 생겨난다.

### 향경
향경(香境)은 현대적인 용어로는 냄새를 말한다.
비식과 의식이 비근(鼻根: 코)을 통해 향경을 인식한다. 이 진술을 보다 엄밀히 말하자면, 먼저 비근(鼻根: 코)은 육신의 코가 아니다. 비근은  정색(淨色: 광명이 차단됨이 없는 맑고 투명한 물질)으로 이루어진 승의근(勝義根)과 이를 보조하는 육신의 코이라는 부진근(扶塵根)으로 구성되어 있으며, 불교에서 비근 또는 코라고 하면 특별히 부진근을 뜻한다고 말하지 않는 한 승의근을 뜻한다. 그리고, 승의근인 비근(코)이 부진근인 육신의 코의 도움을 받아 인식대상인 냄새를 취하면 이러한 취함을 바탕으로 비식과 이 비식에 관련된 의식이 생겨난다.

### 미경
미경(味境)은 현대적인 용어로는 맛을 말한다.
설식과 의식이 설근(舌根: 혀)을 통해 미경을 인식한다. 이 진술을 보다 엄밀히 말하자면, 먼저 설근(舌根: 혀)은 육신의 혀가 아니다. 설근은  정색(淨色: 광명이 차단됨이 없는 맑고 투명한 물질)으로 이루어진 승의근(勝義根)과 이를 보조하는 육신의 혀라는 부진근(扶塵根)으로 구성되어 있으며, 불교에서 설근 또는 혀라고 하면 특별히 부진근을 뜻한다고 말하지 않는 한 승의근을 뜻한다. 그리고, 승의근인 설근(혀)이 부진근인 육신의 혀의 도움을 받아 인식대상인 맛을 취하면 이러한 취함을 바탕으로 설식과 이 설식에 관련된 의식이 생겨난다.

### 촉경
촉경(觸境)은 현대적인 용어로는 감촉을 말한다.
신식과 의식이 신근(身根: 몸)을 통해 촉경을 인식한다. 이 진술을 보다 엄밀히 말하자면, 먼저 신근(身根: 몸)은 육신의 몸이 아니다. 신근은  정색(淨色: 광명이 차단됨이 없는 맑고 투명한 물질)으로 이루어진 승의근(勝義根)과 이를 보조하는 육신의 몸이라는 부진근(扶塵根)으로 구성되어 있으며, 불교에서 신근 또는 몸이라고 하면 특별히 부진근을 뜻한다고 말하지 않는 한 승의근을 뜻한다. 그리고, 승의근인 신근(몸)이 부진근인 육신의 몸의 도움을 받아 인식대상인 감촉을 취하면 이러한 취함을 바탕으로 신식과 이 신식에 관련된 의식이 생겨난다.

### 법경
법경(法境)은 현대적인 용어로는 비물질적 존재 또는 정신적 사물을 말한다. 법경(法境)을 이루는 개개의 비물질적 존재 또는 정신적 사물을 전통적인 용어로는 법(法)이라고 한다. 이것은 법이라는 낱말이 가진 여러 가지 뜻 중의 하나이다.
의식이 의근(意根)을 통해 법경을 인식한다. 이 진술을 보다 엄밀히 말하자면, 의근(意根)이 인식대상인 법(비물질적 존재, 정신적 사물)을 취하면 이러한 취함을 바탕으로 의식이 생겨난다.
법경은 법계(法界)라고도 하는데, 이 경우는 좁은 뜻으로서의 법계이다.

## 6진
부처의 상태에 이르지 못한 중생의 경우 6경이 만유제법의 참된 성품[眞性] 또는 만유제법의 실상(實相)을 가리는 장애로서 작용하는데, 성도(聖道)에서 나아간 정도에 따라 6경의 장애하는 힘에 차별이 있다. 이와 같이 6경이 장애로서 작용하는 측면이 마치 티끌[塵埃]이 거울을 뒤덮어 거울이 대상을 온전히 비추지 못하고 있는 것과 같거나 호수에 티끌[塵埃]이 차서 달빛이 온전히 호수에 비추이지 못하고 있는 것과 같다고 하여, 6경을 6진(六塵)이라고도 하며, 6진은 마음의 밖에 있는 것이라 하여 외진(外塵)이라고도 한다.
또한 6경은 능히 깨닫지 못한 상태의 중생을 미망(迷妄)으로 끌어들인다고 하여 6망(六妄)이라도 한다.
또한 6경은 능히 선(善)이 쇠하여 줄어들고 없어지게 한다고 하여 6쇠(六衰)라고도 한다.
또한 6경은 능히 일체의 선법(善法)을 빼앗는다고 하여 6적(六賊)이라고도 한다.
즉, 완전한 깨달음을 얻은 상태, 즉 부처의 상태에 이르지 못한 상태, 즉 윤회해야만 하는 상태에서는 6경은 정도의 차이는 있지만 바른 지혜(반야, 보리, 무분별지)의 장애로서 작용한다.

## 참고 문헌
- 곽철환 (2003). 《시공 불교사전》. 시공사 / 네이버 지식백과. |title=에 외부 링크가 있음 (도움말)
- 운허.  동국역경원 편집, 편집. 《불교 사전》. |title=에 외부 링크가 있음 (도움말)
- (중국어) 星雲. 《佛光大辭典(불광대사전)》 3판. |title=에 외부 링크가 있음 (도움말)